# George McFarland
 (novembre 2015).
Si vous disposez d'ouvrages ou d'articles de référence ou si vous connaissez des sites web de qualité traitant du thème abordé ici, merci de compléter l'article en donnant les références utiles à sa vérifiabilité et en les liant à la section « Notes et références ».
Pour les articles homonymes, voir McFarland.
George McFarland, né le 2 octobre 1928 à Denison (Texas) et mort le 30 juin 1993 à Grapevine (Texas), est un acteur américain surtout connu pour avoir joué Spanky dans les séries de films Les Petites Canailles.

## Biographie
Sa mère était Virginia Winifred et son père Robert Emmet McFarland.

### Carrière
En 1931, George McFarland, alors âgé de 3 ans, rejoint Les Petites Canailles aux côtés de Stymie Beard, Dickie Moore, Sherwood Bailey. Son surnom dans la série est "Spanky", un enfant un peu gros. Au début, Spanky devait apparaître dans 1 seul épisode et ne devait pas être connu mais Hal Roach, producteur de la série prit Spanky pour presque tous les épisodes de la série. Spanky a aussi une amoureuse dans Les Petites Canailles qui s'appelle Marianne Edwards mais qui apparut dans quelques épisodes et qui ne sera connue qu'en 1932 et 1933 alors que Spanky sera plus connu en 1936, avec Carl 'Alflafa' Switzer, Darla Hood, Billie "Buckwheat Thomas et Eugene" Porky Gordon Lee. Son rôle le plus connu sera dans Our Gang Folies of 1938. Carl Switzer quitte Les Petites Canailles en 1942, Spanky est donc moins utilisé pour la série, mise à part dans quelques derniers épisodes aux côtés de Robert "Mickey" Gubitosi Blake, Billy "Froggy" Laughlin, Billie "Buckwheat" Thomas et Janet Burston .

### Mort
En 1952 George rejoint l'United States Air Force pendant environ 4 ans. Il meurt le 30 juin 1993 à l'âge de 64 ans d'un arrêt cardiaque et il est enterré au Texas State Cemetery.

## Filmographie

### Télévision
- 1922-1944 : Les Petites Canailles

### Cinéma
- 1932 : The Famous Ferguson Case de Lloyd Bacon : le vendeur de journaux
- 1933 : Wild Poses de Robert F. McGowan : Spanky
- 1934 : Rapt d'enfant (Miss Fane's Baby Is Stolen) d'Alexander Hall : Johnny Prentiss
- 1935 : Tempête au cirque de Richard Boleslawski : Joseph 'Stubby' O'Shaughnessy enfant
- 1936 : General Spanky de Gordon Douglas et Fred C. Newmeyer : Spanky
- 1936 : La Fille du bois maudit (The Trail of the Lonesome Pine) d'Henry Hathaway : Buddie Tolliver
- 1937 : Mail and Female de Fred C. Newmeyer : Spanky
- 1943 : La Kermesse des gangsters (I Escaped from the Gestapo) d'Alexander Hall : Billy